# Битка при Иса
Битката при Иса се провежда на 5 ноември 333 г. пр. Хр. в Киликия, в близост до устието на р. Пинар и гр. Иса, до днешната турско-сирийска граница. Персите, под личното пълководство на персийския шах Дарий III, превъзхождат македоните в съотношение повече от 2:1, но въпреки това са победени от Александър. Той преследва персийския владетел 24 – 25 км до падането на нощта.

## Предходни събития
Александър стъпва в Азия през 334 г. пр. Хр., побеждава персийската армия при Граник и завладява Мала Азия. Докато е в Тарс Александър чува, че Дарий събира голяма армия във Вавилон. Александър изпраща Парменион да заеме брега около Иския залив (североизточния ъгъл на Средиземно море). През ноември Александър получава известия, че голямата персийска войска се е придвижила в Сирия до гр. Сочи. Александър решава да събере войската си и да се запъти на юг през прохода на Йона. Той отминава Иса с войските си. Дарий знае, че Парменион държи прохода на Йона и избира да настъпи по северния маршрут. Персите се настаняват в Иса без съпротива и отрязват ръцете на болните и ранените, оставени от Александър. Дарий разбира, че е минал в тила на македоните и е отрязал снабдителните им линии. Тогава се отправя на юг, но достигайки р. Пинар, неговите съгледвачи му докладват, че Александър продължава на север, за да го посрещне. Дарий разполага стана си на тясната крайбрежна равнина.

## Битката
Македоните напредват през Стълба на Йона. Александър води придружаващата конница на дясното крило, на лявото поставя тесалийската конница начело с Парменион, а фалангите по средата.
Дарий концентрира тежката си конница при брега на дясното си крило. След нея линията се държи от гръцките наемни фаланги, персийската пехота покрай реката и хълмовете, където се обвиват около другия бряг и заплашват дясното крило на Александър (подобно на буквата Γ). Дарий заема центъра с най-добрата си пехота, гръцките наемници и царската си конна гвардия.
Първоначално Александър избира на пръв поглед неблагоприятен терен за нападение (пресечен, с храсти и нанагорен, но това е за заблуда и удържане на персите. Това изненадва Дарий, който избира да задържи позицията докато Александър лично повежда нападението отдясно, нареждайки на фалангите си да влязат в бой и да задържат основната персийска войска.
Персийската конница първо се впуска срещу Парменион и съюзната конница, която прекосява реката, за да започне битката. Александър повежда хипаспите през реката срещу кардаките и успява да пробие дупка в персийската линия. След като постига пробив Александър удържа конницата си и напада десния край на персийския център, посичайки стражата и войниците в свитата на Дарий, предизвиквайки паника и бягството на самия шах и общ разгром. Александър вижда, че центърът и лявото му крило са под напрежение, оставя Дарий да бяга и удря гръцките наемници в тил. Гръцките наемници се разпръскват. Персите виждат, че царя им е изчезнал, битката е загубена и напускат позициите си в пълен разгром. Македонската конница преследва персите, докато не пада мрака и избиват мнозина от тях.

## Последици
Македонците пленяват лагера на Дарий, включително майка му и други жени от семейството му, към които Александър се отнася с достойнство. След битката при Иса Александър тръгва на юг, успешно обсажда Тир и Газа и влиза в Египет, където е провъзгласен за фараон.